# Ignasi Bo i Singla
Ignasi Bo i Singla (el Vendrell, 1872 — Barcelona, 1923) fou un periodista, escriptor i activista polític català. Treballà com a tipògraf i era membre del Partit Republicà Democràtic Federal, col·laborant inicialment als diaris Idea Nova i El Igualadino. Fou amic d'Antoni Rovira i Virgili i Claudi Ametlla i Coll. El 1895 va col·laborar a premsa literària modernista com Francolí de Tarragona i La Voz de Sitges amb Santiago Rusiñol, Josep Conangla i Fontanilles.
El 1896 fou empresonat i jutjat, juntament amb Narcís Bas i Socias, Maria Bisbal i Josep Planuch, com a autor de fulletons subversius on defensava els anarquistes empresonats al Castell de Montjuïc acusats de l'atemptat del carrer dels Canvis Nous. Utilitzà el pseudònim Roc Guinard per col·laborar com a redactor a El Poble Català (1906) i La Veu de Catalunya (1916), També va dirigir La Autonomía i col·laborà a El Federal i a la La República Federal, de Reus i també a El Campesino, òrgan de la Federació d'Obrers Agrícoles (FOA) de la FTRE. El 1896 participà en el Tercer Congrés de la FOA, on fou encarregat de llegir la Memòria de la Comissió Pericial.

## Obres
- Montjuich: Notas y recuerdos históricos (1917) sobre el procés de Montjuïc
- Marina catalana medieval (1922)